# Pecho (tributo)
El pecho, la pecha o los pechos, según se recoge en el Diccionario de Andrés Cornejo, son aquellas pagas o contribuciones que daban al Rey en la España de Antiguo régimen los hombres buenos, llamados comúnmente pecheros o del estado general, por razón de su vasallaje, defensa en la guerra y conservación en la paz.
Y aunque antiguamente estaban obligados a contribuir al Príncipe tanto los plebeyos como los nobles, se diferenciaban estos de aquellos solo en el pago de quinientos sueldos en que estaba declarada la estimación de sus injurias y con cuya pena eran multados y castigados los delincuentes sobre sus bienes, si bien posteriormente y en tiempo del conde Don Sancho quedaron libres de semejantes tributos. 
Se comprenden en la apelación general de pechos muchos y diferentes tipos de pagas y contribuciones, cuya enumeración difícilmente puede asignarse por la diversidad con que se han denominado en tiempos anteriores y el diferente significado que han tenido según el uso y distinta inteligencia de los pueblos. Así pues, propiamente venían bajo esta apelación el servicio ordinario y extraordinario porque inmediatamente y según su naturaleza, pertenecía su paga al Rey a diferencia de otras prestaciones que, a pesar de comprenderse bajo la denominación general de pechos, no se pagaban en todas partes al Rey, sino a algunos Señores como es el buey de marzo, o marzadga, yantar y otras de diferentes nombres, las cuales más propiamente se entienden con el significado de concejales por repartirse entre los vecinos del Concejo. 
Se distingue de todos dichos pechos la Moneda forera que se extinguió en 1724, la cual, sin dejar de ser una especie de paga real, por deberse al Rey, tenía la naturaleza de personal, atendiendo a su ejecución o exacción y a su modo de repartimiento, que se hacía per capita de siete en siete años. Dio inicio a este tributo Octaviano Augusto, quien después de ejecutada la división del Imperio Romano y constituido por ella Señor de España, formó un censo o padrón general de todos los súbditos de su Imperio, a quienes impuso cierta contribución personal para la manutención de su augusta persona y demás urgencias del Estado.